# 小行星14025
小行星14025（14025 Fallada）是一颗绕太阳运转的小行星，为主小行星带小行星。该小行星于1994年9月2日发现。

## 轨道参数
小行星14025的轨道半长轴为2.7397284 UA，离心率为0.163。